# 1667

## Efemèrides

### Fets històrics
| Dia | Lloc                   | Efemèride                                                                          | Categoria |
| --- | ---------------------- | ---------------------------------------------------------------------------------- | --------- |
| ?   | Principat de Catalunya | revolta dels angelets de la terra contra l'ocupació francesa del nord de Catalunya | guerra    |

### Naixements
| Dia            | Lloc                                    | Personalitat | Categoria  |
| -------------- | --------------------------------------- | --- | ---------- |
| ?              | Barcelona                               | Miquel de Pinós i de Rocabertí, noble del llinatge dels Pinós-Santcliment i marquès d'Alentorn                                                                       | política   |
| 29 d'abril     | Inverbervie, Kinkardineshire, Escòcia): | John Arbuthnot, conegut normalment com Dr. Arbuthnot, escriptor, metge i matemàtic britànic conegut per ser el creador del personatge de ficció John Bull.(m. 1735). | escriptor  |
| 30 de novembre | Dublín                                  | Jonathan Swift, escriptor irlandès | literatura |
| ?              | Verona                                  | Giovanni Battista Giuseppe Biancolini, cronista i músic | música     |

### Morts
| Dia           | Lloc      | Personalitat       | Categoria  |
| ------------- | --------- | ------------------ | ---------- |
| 3 d'agost     | Roma      | FrancescoBorromini | arquitecte |
| 9 de setembre | Hautefage | Francés de Corteta | poeta      |